# Richard Brooks
Richard Brooks (født Ruben Sax (født 18. maj 1912 i Philadelphia, Pennsylvania i USA, død 11. marts 1992 i Beverly Hills i Californien i USA) var en amerikansk filminstruktør og forfatter. Han begyndte som journalist.
Romanen The Brick Foxhole (1945) blev filmatiseret som Crossfire (Blindt had, 1947), og Brooks blev ansat som manuskriptforfatter i Hollywood. Han debuterede som instruktør i 1950 og fik gennembrud som filminstruktør med Blackboard Jungle (Vend dem ikke ryggen, 1955) og vandt en Oscar for Elmer Gantry (1960). Han huskes ikke mindst for sin vellykkede filmatisering af Tennessee Williams's Cat on a Hot Tin Roof (Kat på et varmt bliktag, 1958), for den hårdkogte westernfilm The Professionals (De professionelle, 1966) og den isnende kriminalfilm In Cold Blood (Med koldt blod, 1967).